# Дохар
Дохар (бенг. দোহার, англ. Dohar) — город и муниципалитет в центральной части Бангладеш, административный центр одноимённого подокруга. Площадь города равна 6,18 км². По данным переписи 2001 года, в городе проживало 61 828 человек, из которых мужчины составляли 49,08 %, женщины — соответственно 50,92 %. Плотность населения равнялась 10 005 чел. на 1 км². Уровень грамотности населения составлял 34,76 % (при среднем по Бангладеш показателе 43,1 %). 